# Baureihe 111
Baureihe 111 – lokomotywa elektryczna produkowana w latach 1974-1984 dla kolei zachodnioniemieckich. Wyprodukowano 227 lokomotyw. Elektrowozy zostały wyprodukowane do prowadzenia pociągów pasażerskich na zelektryfikowanych liniach kolejowych przy prędkości maksymalnej 160 kilometrów na godzinę. Pierwszy elektrowóz wyprodukowano w grudniu 1974 roku.  Elektrowozy pomalowano na charakterystyczny kolor beżowy oraz pomarańczowy. Elektrowozy są eksploatowane do prowadzenia pociągów ekspresowych. Jedna lokomotywa otrzymała w maju 2011 roku okolicznościowe malowanie alpejskie wykonane przez towarzystwo alpinistyczne Deutscher Alpenverein. Dodatkowo elektrowóz otrzymał w 2012 roku okolicznościowe malowanie z okazji 200-lecia Biergartenu. Dodatkowo Roco wyprodukowało modele elektrowozów w okolicznościowych malowaniach.